# Rob Vine
Rob Vine (Dover, 1955 - omgeving St John's, 7 juni 1985) was een Brits motorcoureur.

## Carrière
Rob Vine startte in 1977 voor het eerst in de Manx Grand Prix, de amateurrace die in het najaar op de Snaefell Mountain Course op het eiland Man wordt verreden. Hij presteerde zeer goed; als hij de finish haalde kwam hij in de volgende jaren steeds in de top tien van de Junior- en Senior-races. In 1982 promoveerde hij naar de Isle of Man TT. Hij startte in vier klassen, met opnieuw twee top-tienklasseringen. In 1985 startte hij zelfs in vijf klassen: In de Formula One TT werd hij zevende en in de Production 251-750 cc TT werd hij achtste. In de Senior TT kwam hij ten val bij Black Dub, waarbij hij het leven verloor. Onderzoek wees uit dat hij waarschijnlijk was gevallen door gelekte benzine van een eerder ongeval op die plaats.
Voor Rob Vine en de in 1994 ook daar verongelukte Mark Farmer werden bij Black Dub twee kleine monumenten opgericht, maar ze zijn bijna onzichtbaar verborgen in een apart tuintje achter een stenen muur. De tekst op Vine's gedenksteen luidt:"This site is a small memorial to Rob Vine who tragically lost his life in de 1985 Senior TT Race"

## Rob Vine Fund
Rob's familie zette een fonds op met als doel de medische verzorging van de coureurs (nog verder) te verbeteren. Dat deed ze samen met de Chief Medical Officer van de Motorsport Medical Services (sinds 2016: Manx Roadracing Medical Services) voor de Manx Grand Prix en de Isle of Man TT, dr. David Stevens MBE van Nobles Hospital in Douglas. Het doel van het fonds was het verzorgen van medische apparatuur en trainingen voor artsen, paramedici en marshals voor alle gemotoriseerde sportevenementen op het eiland Man. Concreet resulteerde dit in: 
- Het plaatsen van EHBO-koffers op alle 110 marshalposten langs het 60km-lange circuit, te gebruiken door opgeleide marshals, artsen, paramedici en leden van de Manx Roadracing Medical ;Services
- Het plaatsen van schepbrancards en hoofd-immobilisatiesets bij alle marshalposten.
- Het plaatsen van reanimatie- en andere medische apparatuur in de reddingshelicopters van het Helicopter Rescue Fund.
- Financiële ondersteuning van de training van vrijwilligers van de Hogg Motorsport Association[1], die drie ambulances voor de races levert.

De waarde van al deze apparatuur bedraagt ongeveer 250.000 Pond en om dit alles in stand te houden en te moderniseren moet jaarlijks ongeveer 10% van dit bedrag opgehaald worden. Dat gebeurt onder meer met een collecte op de veerboten van de Isle of Man Steam Packet Company.

## Isle of Man TT resultaten
| Jaar | Klasse                   | Team  | Motorfiets        | Plaats  |
| ---- | ------------------------ | ----- | ----------------- | ------- |
| 1982 | Senior 500 cc TT         | Privé | Suzuki            | 20      |
| 1982 | Junior 250 cc TT         | Privé | Yamaha            | 7       |
| 1982 | Classic TT               | Privé | Yamaha            | 8       |
| 1982 | Formula Two TT           | Privé | DCM               | 13      |
| 1983 | Junior 350 cc TT         | Privé | Yamaha            | 6       |
| 1983 | Senior Classic TT        | Privé | Maxton-Yamaha     | DNF     |
| 1983 | Junior TT                | Privé | Onbekend          | DNF     |
| 1983 | Formula Two TT           | Privé | Honda             | DNF     |
| 1984 | Senior TT                | Privé | Yamaha            | DNF     |
| 1984 | Classic TT               | Privé | Yamaha            | 13      |
| 1984 | Junior TT                | Privé | Ely-Maxton-Yamaha | 10      |
| 1984 | Formula Two TT           | Privé | Onbekend          | DNF     |
| 1984 | Production 251-750 cc TT | Privé | Yamaha            | 9       |
| 1985 | Formula One TT           | Privé | Yamaha            | 7       |
| 1985 | Formula Two TT           | Privé | Honda             | 39      |
| 1985 | Junior TT                | Privé | Yamaha            | 38      |
| 1985 | Production 251-750 cc TT | Privé | Yamaha            | 8       |
| 1985 | Senior TT                | Privé | Maxton-Yamaha     | DNF (†) |